# 小行星2505
小行星2505（2505 Hebei），又稱河北星，是由南京紫金山天文臺於1975年10月31日發現的小行星，曾用臨時名稱，位于小行星帶。
該小行星以中國的省分河北省命名。